# Кёстер, Ник
Ральф Николас Кёстер (африк. Ralph Nicholas Köster), также известный как Ник Кёстер (африк. Nick Köster; 22 февраля 1989 — 12 июля 2023) — южноафриканский регбист, выступавший на позициях фланкера и восьмого.

## Биография

### Регбийная карьера
Учился в Епископальном колледже в Кейптауне, играл за регбийную команду колледжа в 2006—2007 годах. В 2006 году его одноклубниками были регбисты Мэтью Тёрнер и Мартин Мюллер.
В 2006—2007 годах он был капитаном команды Западной провинции на неделе Кравена и игроком юниорской сборной ЮАР (составлена из школьников не старше 18 лет). В 2008 году в составе сборной ЮАР участвовал в молодёжном чемпионате мира U-20.
Дебютировал на Кубке Карри в 2008 году на позиции восьмого в составе клуба «Уэстерн Провинс» (команда Западной провинции). В том же году попал в заявку клуба «Барбарианс» на тест-матч против Австралии на стадионе «Уэмбли». Дебютную игру провёл в Супер Регби в 2009 году за команду «Стормерз», выйдя на позиции винга. Из-за травмы колена в матче против «Лайонс» на «Ньюлендсе» пропустил остаток сезона. 8 августа 2010 года вернулся в Супер Регби матчем против «Грикуас». Через неделю вышел на позиции правого фланкера в матче против «Блю Буллз». По числу совершённых захватов (24) он стал рекордсменом матча, а также совершил 11 рывков с мячом (больше было только у Дуэйна Вермулена) и стал одним из трёх игроков, совершивших перехват мяча.
В октябре 2012 года стало известно, что Кёстер перейдёт в английский «Бат». Первую попытку занёс в матче Кубка вызова против «Кальвизано».
В августе 2013 года Кёстер перешёл в «Бристоль» изначально на правах аренды, но затем был выкуплен клубом. С командой он в 2016 году вышел в Премьер-Лигу из Чемпионшипа. Команду он покинул перед началом сезона 2017/2018.

### Вне профессионального регби
В 2014 году Ник стал послом британской организации Project Zulu, которая занималась развитием образования в городе Мададени (провинция Квазулу-Натал, ЮАР). В 2015 и 2016 годах благодаря усилиям Ника в перерывах матчей «Бристоля» выступал южноафриканский хор. Молодых жителей Мададени Ник и его супруга приглашали на гастроли хоров в рамках этого же проекта в 2015 и 2016 годах.
После ухода из «Бристоля» Костер поступил в Кембриджский университет, где собирался получить степень магистра в области социальных инноваций. В сезоне 2017/2018 он выступал за регбийную команду университета — клуб «Кембридж Юнивёрсити». 19 января 2018 года он стал капитаном команды.
Скоропостижно скончался 12 июля 2023 года в возрасте 34 лет.